# Antony Gormley
Antony Gormley (Londres, 30 de agosto de 1950) es un escultor británico. 
Sus trabajos más conocidos incluyen el Ángel del Norte, una escultura pública en Gateshead encargada en 1995 y erigida en febrero de 1998, y Another Place, en Crosby Beach cerca de Liverpool.
Por encargo de la ciudad de Leeds, diseñó la escultura Hombre ladrillo.
También ha realizado una serie de piezas titulada Columna rota con un número consecutivo de elementos. Ejemplo de ello es la piscina municipal de Stavanger, en Noruega, donde se encuentra la Columna rota nº9.

## Obras

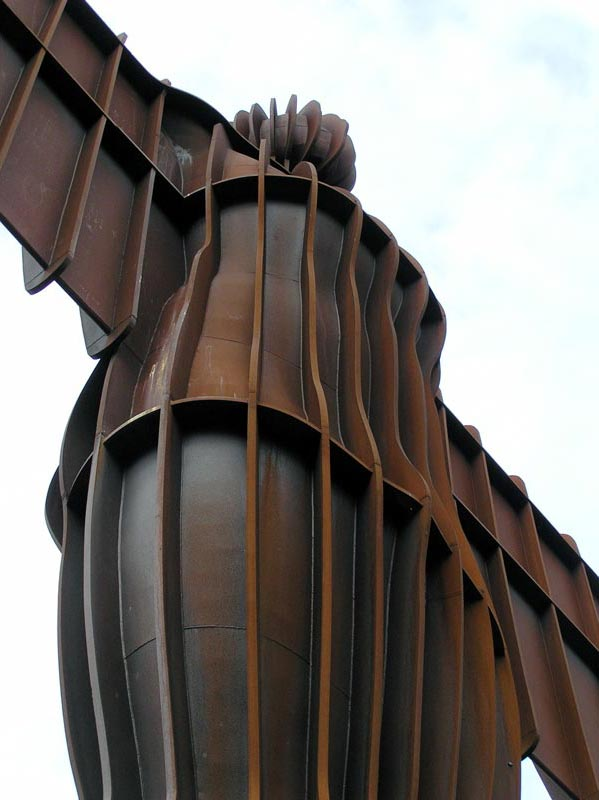
Angel of the North
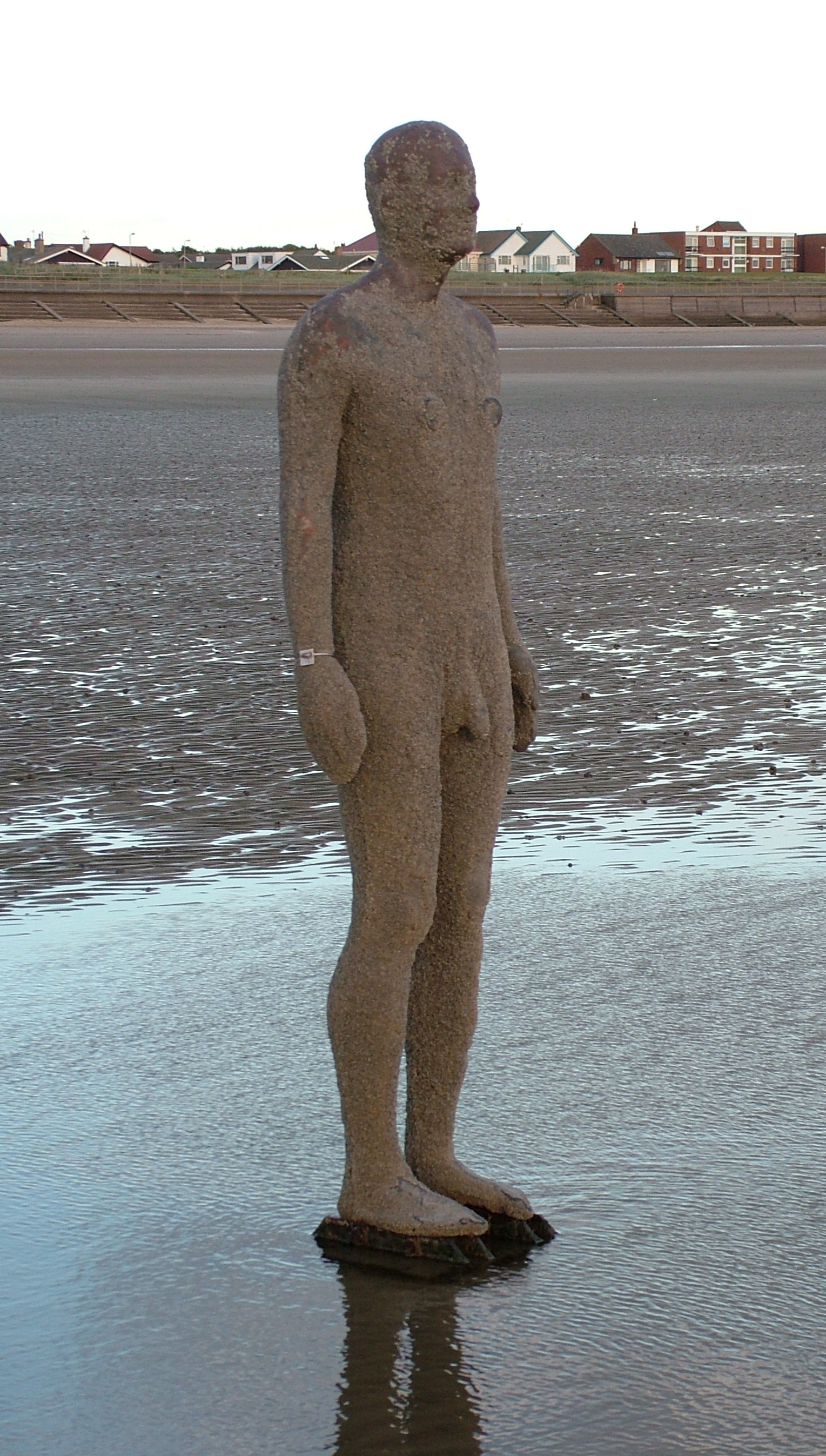
Another Place
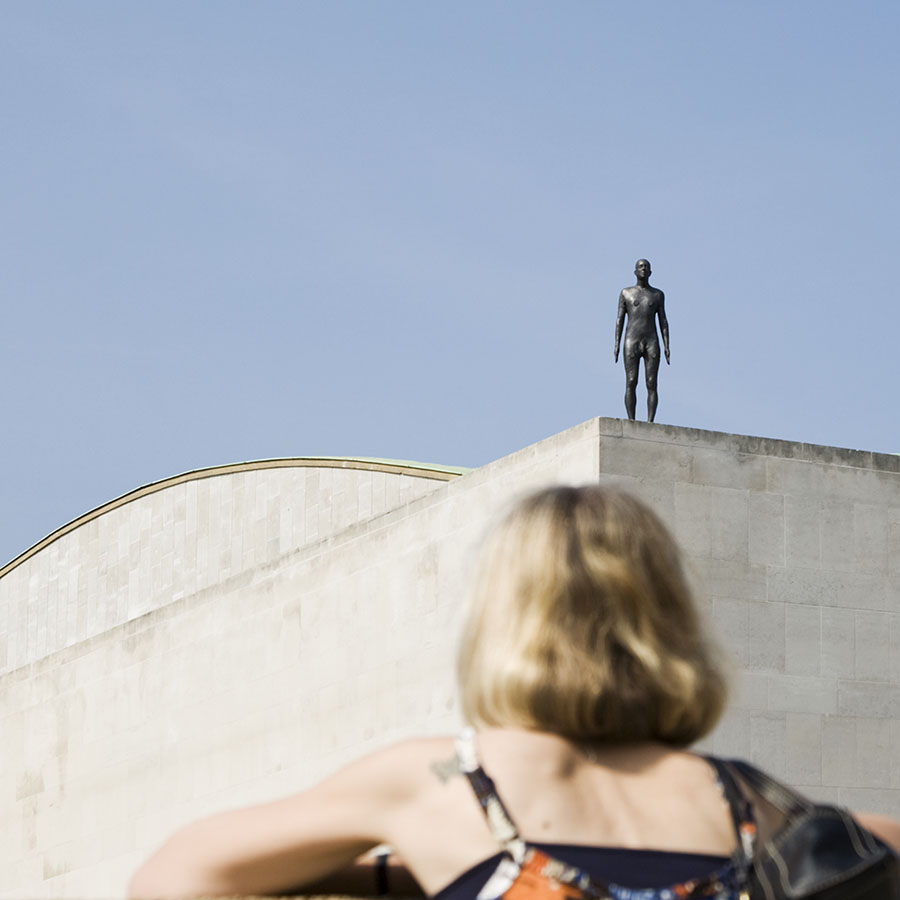
Event Horizon
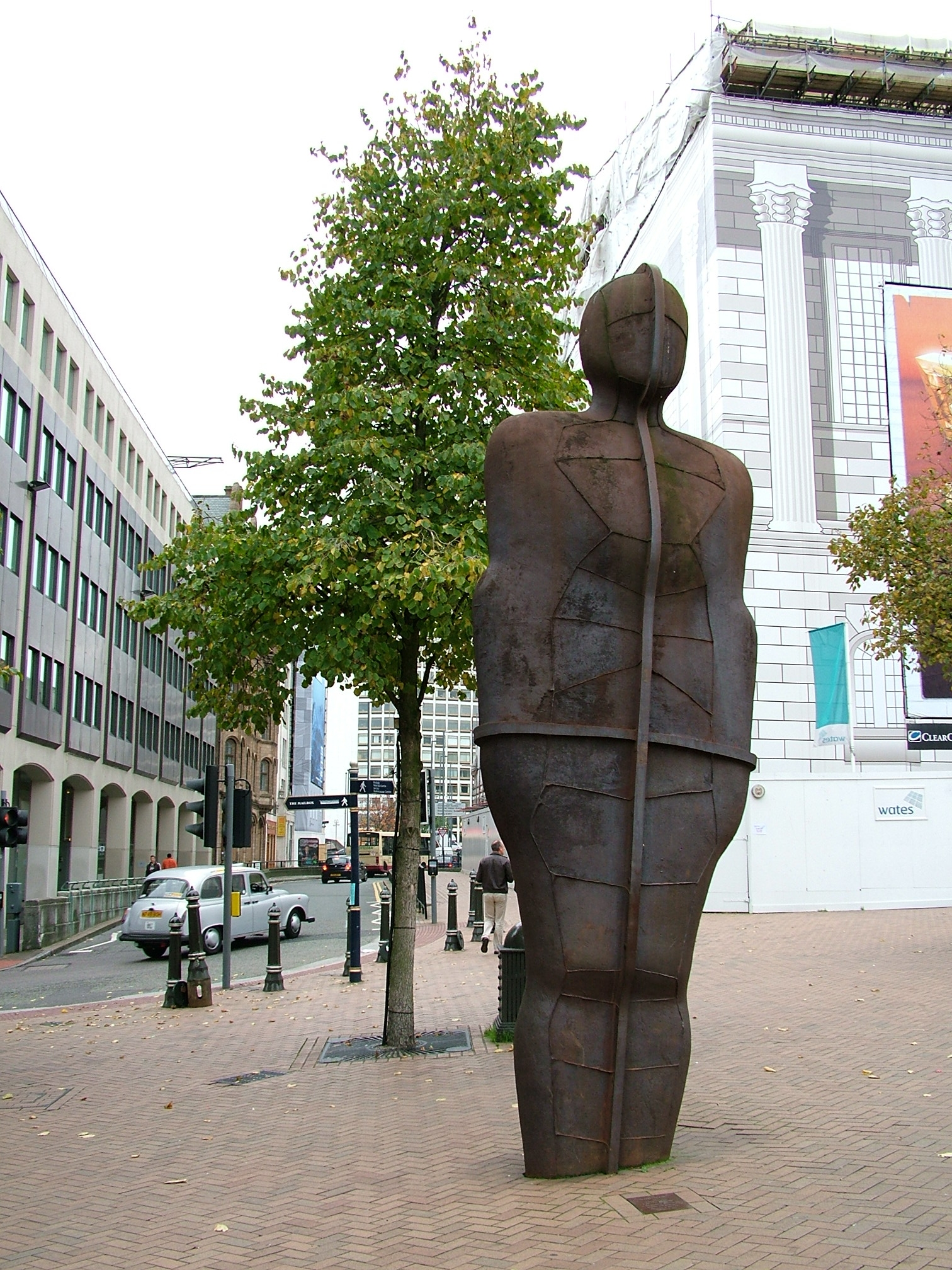
Iron: Man
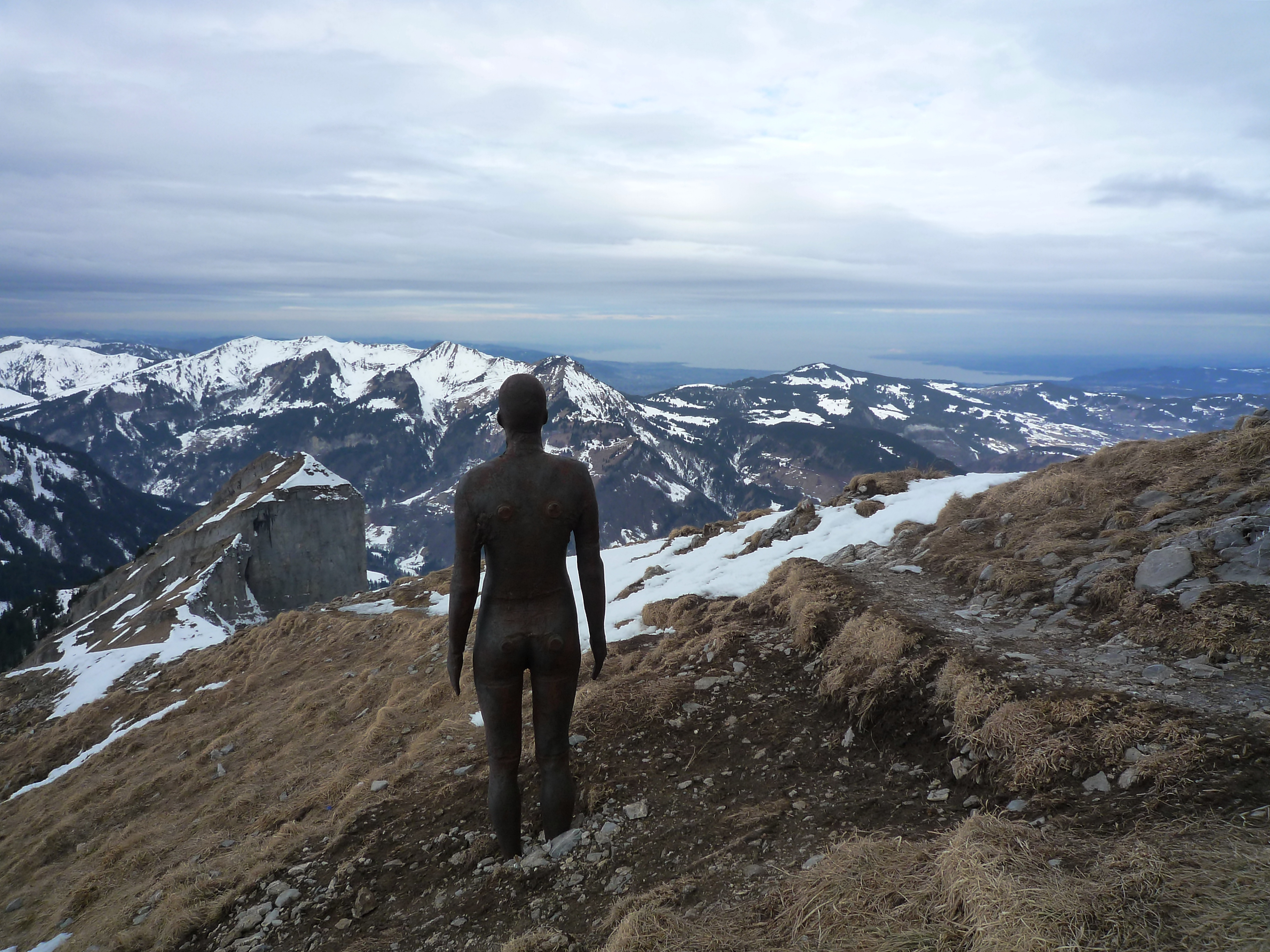
Horizon Field, en los Alpes austriacos, a 2039 metros sobre el nivel del mar.